# بخش‌های دپارتمان ایله-ویلن
بخش‌های دپارتمان ایله-ویلن (انگلیسی: Arrondissements of the Ille-et-Vilaine department) شامل ۴ بخش به شرح زیر است:
1. بخش فوژر-ویتره با ۱۱۴ کمون (فرانسه) و جمعیت ۱۷۷ هزار نفر در سال ۲۰۱۳ می‌باشد.
2. بخش ردون با ۵۰ کمون (فرانسه) و جمعیت ۱۵۰ هزار نفر در سال ۲۰۱۳ می‌باشد.
3. بخش رن با ۱۱۱ کمون (فرانسه) و جمعیت ۵۸۱ هزار نفر در سال ۲۰۱۳ می‌باشد.
4. بخش سن-ملو با ۷۰ کمون (فرانسه) و جمعیت ۱۵۴ هزار نفر در سال ۲۰۱۳ می‌باشد.